# Christian Düren
Christian Düren (* 19. Juni 1990 in Neuss) ist ein deutscher Journalist, Fernsehmoderator und Kommentator. Er moderiert seit Juli 2017 für ProSieben.

## Leben und Karriere
Düren ist in Rommerskirchen bei Köln aufgewachsen. Nach dem Abitur im Jahr 2009 studierte Düren an der Macromedia Akademie in Köln Journalismus mit dem Schwerpunkt Sport. Bereits während seines Studiums arbeitete er als studentische Aushilfe und freier Mitarbeiter für die Politik-Talkshow hart aber fair der ARD. Ab 2013 arbeitete er dann in Berlin für die Produktionsfirma Meta Productions, die für Sat.1 das wöchentliche Magazin akte herstellt. Hier fungierte Düren zunächst als Praktikant, später als Volontär und Reporter/Redakteur. Neben zahlreichen Beiträgen innerhalb des Magazins produzierte er unter anderem auch 45-minütige Reportagen. Düren agierte hier bereits als sogenannter „Reporter im on“. 2015 moderierte Düren dann als Ersatz von Matthias Killing und Jan Hahn das Sat.1-Frühstücksfernsehen. Im Januar 2017 wechselte Düren zum 24 Stunden Sport-Nachrichtensender Sky Sport News HD und moderierte täglich die fünfstündige Live-Sendung. Seit Juli 2017 moderiert Düren auf ProSieben das tägliche Magazin taff an der Seite von Annemarie Carpendale, Viviane Geppert und Rebecca Mir. Außerdem führt er alleine und im Wechsel mit Viviane Geppert durch den Samstagsableger taff weekend. 2018 moderierte er zusammen mit Janin Ullmann die bereits nach einer Folge eingestellte Gameshow Time Battle – Kämpf um deine Zeit auf ProSieben. 2020 moderierte er die Gameshow „Balls – für Geld mach ich alles“ auf ProSieben; er wurde dafür kritisiert, an dieser als „menschenverachtend“ geltenden Fernsehsendung mitzuwirken.

## Privates
Düren lebt in Köln und zeigte sich im Juni 2024 mit seiner Partnerin Amira Aly in der Öffentlichkeit. Die Beziehung besteht seit etwa Anfang dieses Jahres. Er ist Mitglied und Dauerkarteninhaber des 1. FC Köln. Als Botschafter der Ehrenamts-Community GoVolunteer setzt sich Düren für Vielfalt und gemeinschaftliches Zusammenleben in Deutschland ein. Düren ist als Fußballtorhüter für seinen Heimatverein SG Rommerskirchen-Gilbach aktiv.

## Moderationen

### Fortlaufend
- seit 2017: taff, ProSieben
- seit 2018: We Love..., ProSieben
- seit 2019: Die Promi-Darts-WM, ProSieben
- seit 2020: Beauty & The Nerd, ProSieben
- seit 2022: Lucky Stars – Alles auf die Fünf!, ProSieben

### Ehemals/Einmalig
- 2018: MAXXsports. ran am Sonntag, ProSieben Maxx
- 2018: Time Battle – Kämpf um deine Zeit, ProSieben – zusammen mit Janin Ullmann
- 2018: Die ProSieben Wintergames, ProSieben
- 2019: Superhero Germany, ProSieben
- 2019–2021: Joko & Klaas gegen ProSieben, ProSieben
- 2020–2022: Balls – Für Geld mach ich alles, ProSieben
- 2021: U-21-Fußball-Europameisterschaft, ProSieben
- 2021: Die Alm, ProSieben